# Geodena ansorgei
Geodena ansorgei är en fjärilsart som beskrevs av W. Warren 1899. Geodena ansorgei ingår i släktet Geodena och familjen mätare. Inga underarter finns listade i Catalogue of Life.